# Districte de Muri
El districte de Muri és un districte de Suïssa, al cantó d'Argòvia. El cap del districte és Muri, té 20 municipis, una superfície de 138.96 km² i 39.234 habitants (cens de 2023).

## Municipis

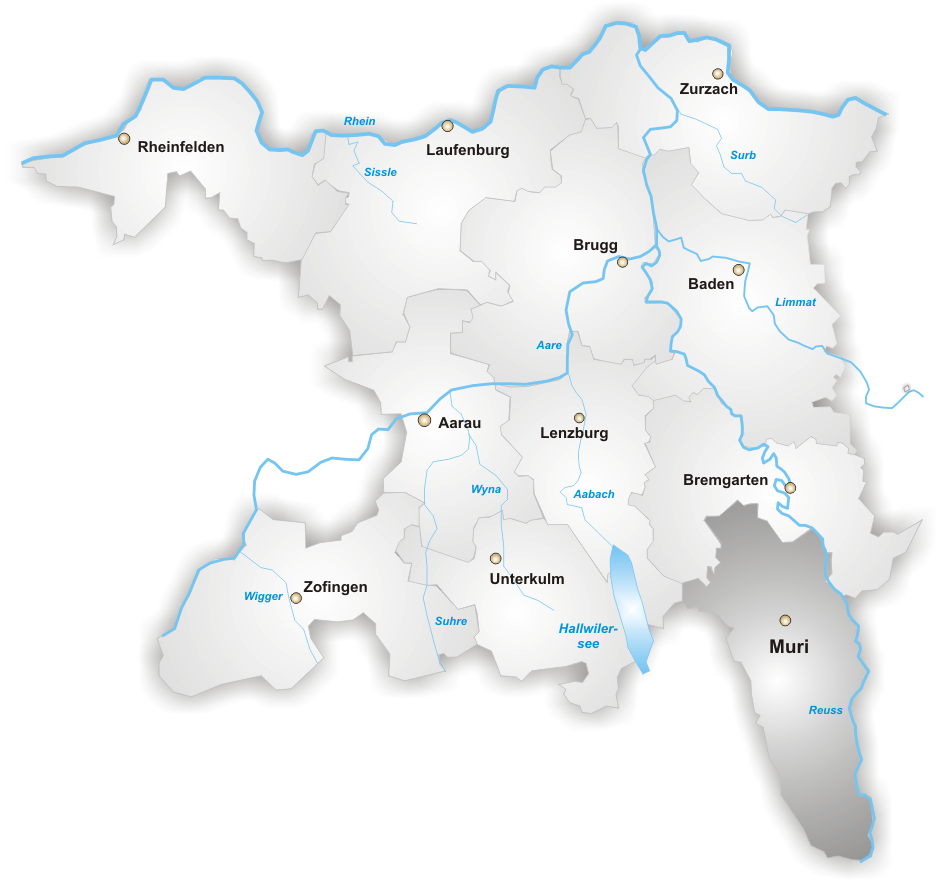
Districte de Muri

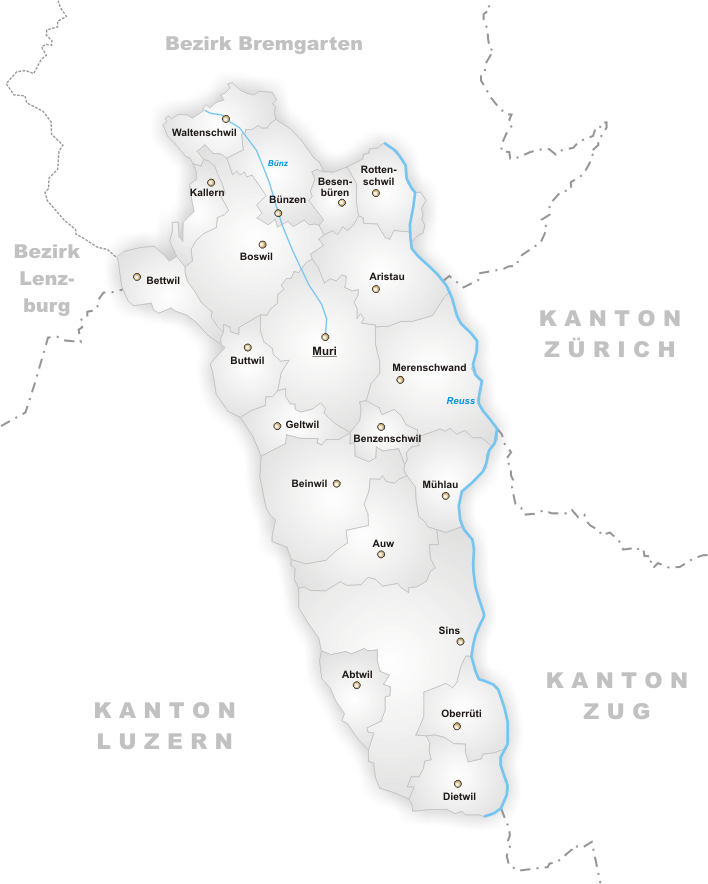
Municipis del districte de Muri

| Escut             | Municipi          | Habitants (31.12.2003) | Superfície en km² |
| ----------------- | ----------------- | ---------------------- | ----------------- |
| Abtwil            | Abtwil            | 700                    | 4.14              |
| Aristau           | Aristau           | 1251                   | 8.64              |
| Auw               | Auw               | 1432                   | 8.61              |
| Beinwil (Freiamt) | Beinwil (Freiamt) | 952                    | 11.29             |
| Benzenschwil      | Benzenschwil      | 545                    | 2.46              |
| Besenbüren        | Besenbüren        | 552                    | 2.38              |
| Bettwil           | Bettwil           | 558                    | 4.25              |
| Boswil            | Boswil            | 2289                   | 11.78             |
| Bünzen            | Bünzen            | 893                    | 5.77              |
| Buttwil           | Buttwil           | 1143                   | 4.61              |
| Dietwil           | Dietwil           | 1002                   | 5.49              |
| Geltwil           | Geltwil           | 157                    | 3.28              |
| Kallern           | Kallern           | 285                    | 2.67              |
| Merenschwand      | Merenschwand      | 2375                   | 11.05             |
| Mühlau            | Mühlau            | 986                    | 5.52              |
| Muri              | Muri              | 6373                   | 12.34             |
| Oberrüti          | Oberrüti          | 1207                   | 5.37              |
| Rottenschwil      | Rottenschwil      | 811                    | 4.49              |
| Sins              | Sins              | 3415                   | 20.28             |
| Waltenschwil      | Waltenschwil      | 2156                   | 4.54              |